# Phúc Sơn, Anh Sơn
Phúc Sơn là một xã thuộc huyện Anh Sơn, tỉnh Nghệ An, Việt Nam.
Xã Phúc Sơn có diện tích 152,08 km², dân số năm 1999 là 7.746 người, mật độ dân số đạt 51 người/km².